# Église de la Très-Sainte-Trinité-des-Pèlerins de Naples
L'église de la Très-Sainte-Trinité-des-Pèlerins (italien : chiesa della Santissima Trinità dei Pellegrini) est une église de Naples située via Portamedina, dans le cœur historique de la ville et les Quartiers Espagnols. Elle est dédiée à la Très Sainte Trinité et appartient à l'archidiocèse de Naples.

## Histoire
L'église et son hospice attenant sont fondés en 1573-1575 par les Hospitaliers de l'ordre de Saint-Jean de Jérusalem et Fabrizio Pignatelli di Monteleone (mort en 1577); à partir de 1591, l'ensemble est confié à la confraternité de la Très-Sainte-Trinité. L'hospice en annexe est réaménagé par Carlo Vanvitelli en 1769 et l'église agrandie à cette occasion, puis entre 1792 et 1796 pour prendre l'aspect qu'elle a encore aujourd'hui.

## Description

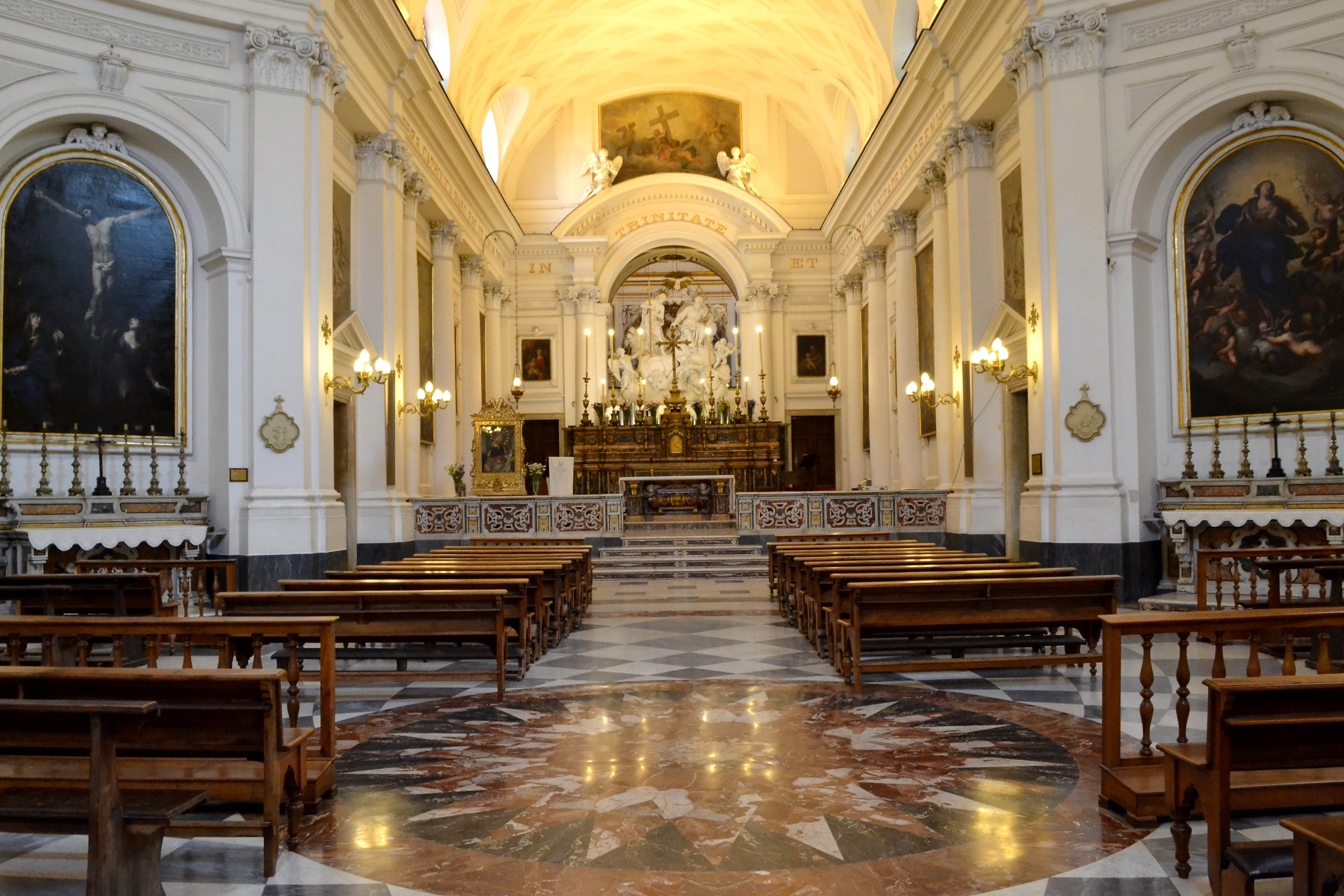
Intérieur de l'église avec son maître-autel.

La façade néoclassique est caractérisée par ses hautes statues de stuc d'Angelo Viva représentant Saint Philippe Néri et Saint Janvier  qui sont des copies d'originales du XVIe siècle. Elle est décorée de pilastres corinthiens massifs et surmontée d'un fronton à la grecque.
L'architecture de l'église est singulière car le plan est formé de deux octogones unis par un rectangle. Le premier octogone assume la fonction de nef et le second d'abside, tandis que le rectangle sert de chœur.
Angelo Viva est également d'auteur des sculptures de stuc au-dessus du maître-autel représentant La Trinité, et Paolo de Matteis, de deux tableaux figurant Saint Joseph à l'Enfant. D'autres tableaux sont attribués à des peintres de l'école de Giuseppe Bonito. Francesco Fracanzano est l'auteur de La Mort de saint Joseph (1652). Le chœur datant de 1754 est l'œuvre de Giovanni Antonio Medrano et remarquable par sa décoration fort riche également en stuc, avec des chapiteaux corinthiens. 
On remarque au-dessus du premier autel de gauche un tableau d'Onofrio Palumbo figurant Saint Janvier intercédant pour Naples. L'église présente aussi un buste du conseiller Ferrante Maddalena (1676-1752), premier conseiller du roi, qui est enterré ici. 
L'ensemble comprend aussi l'oratoire du XVIIIe siècle de la Congregazione della Trinità dei Pellegrini (auquel on accède par l'escalier d'honneur de la cour de l'hôpital dei Pellegrini et par le numéro 4 de la via Giovanni Ninni) et une chapelle avec un  autel de marbres polychromes. L'église est reliée directement à droite à la petite église Santa Maria Materdomini.

## Illustrations

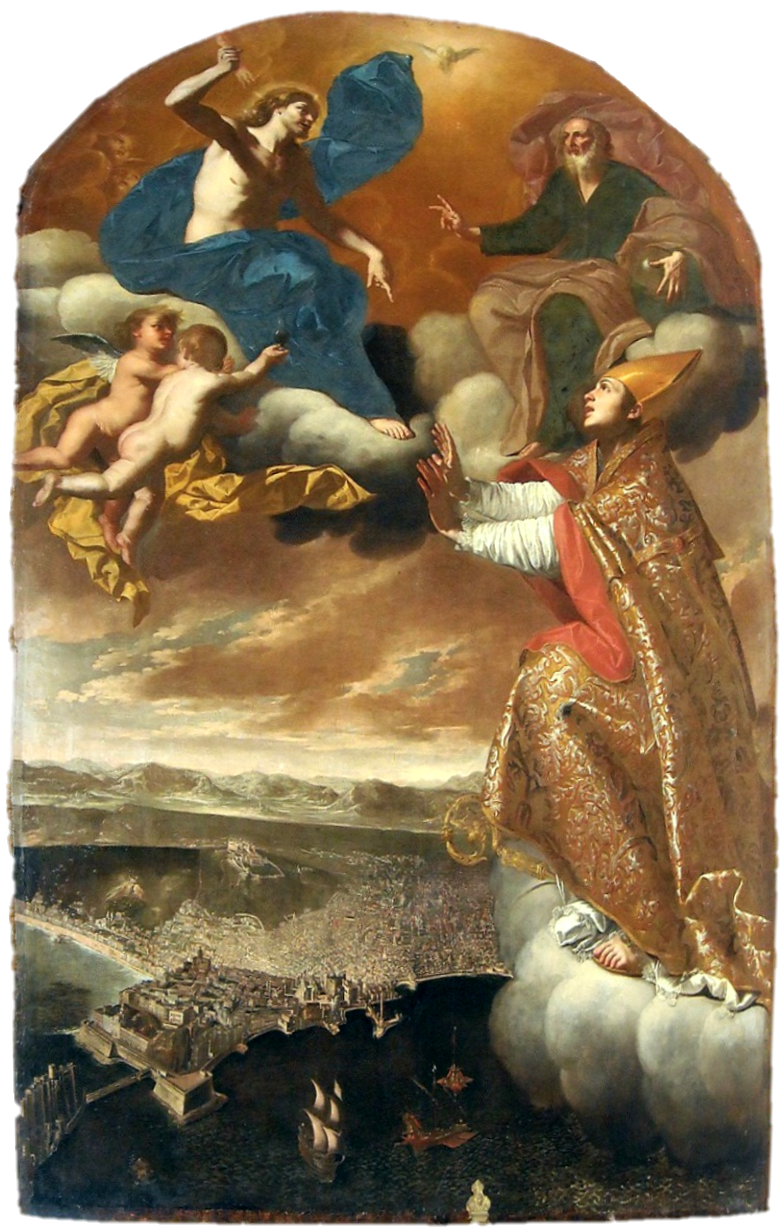
Saint Janvier intercédant pour Naples d'Onofrio Palumbo
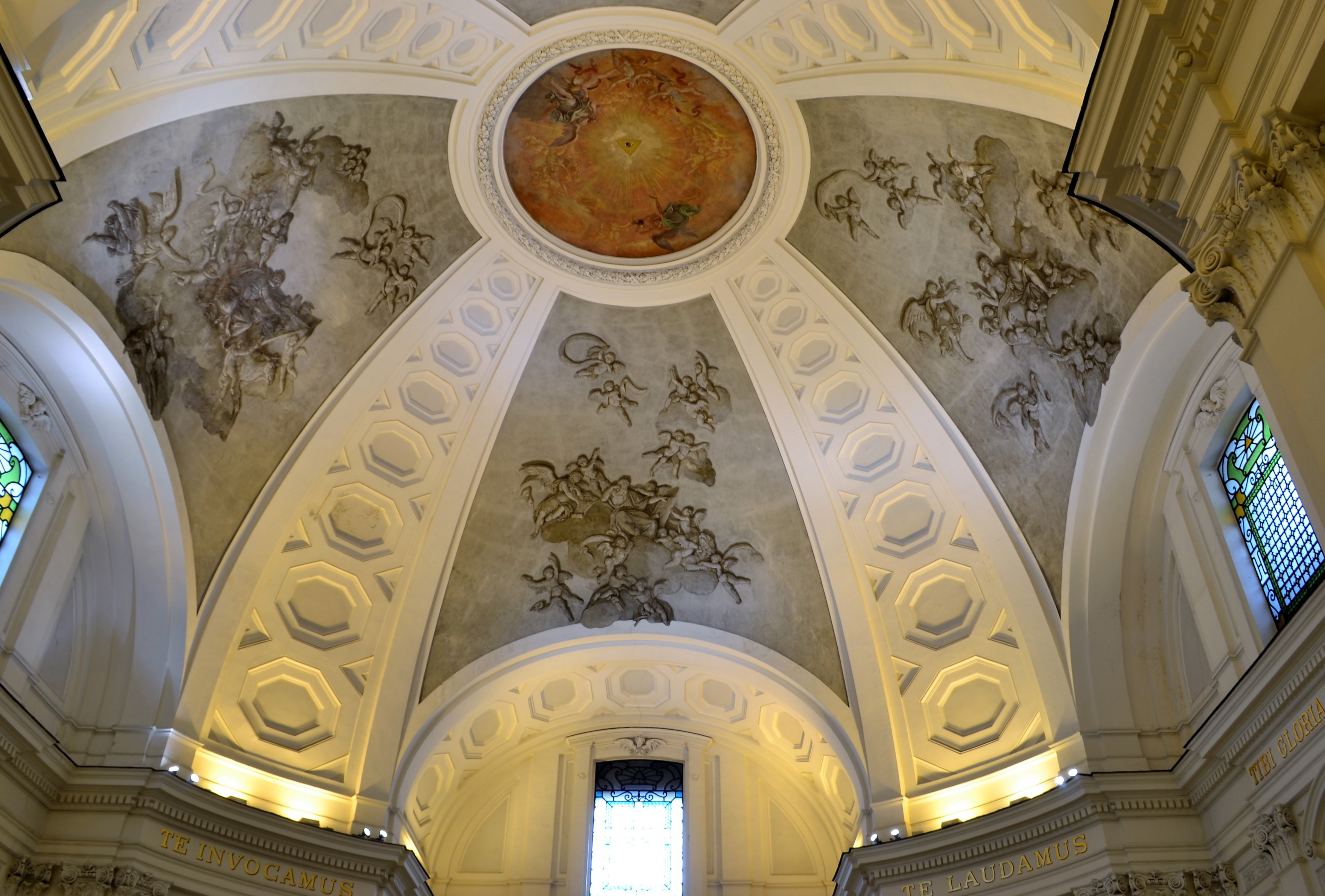
Le dôme.
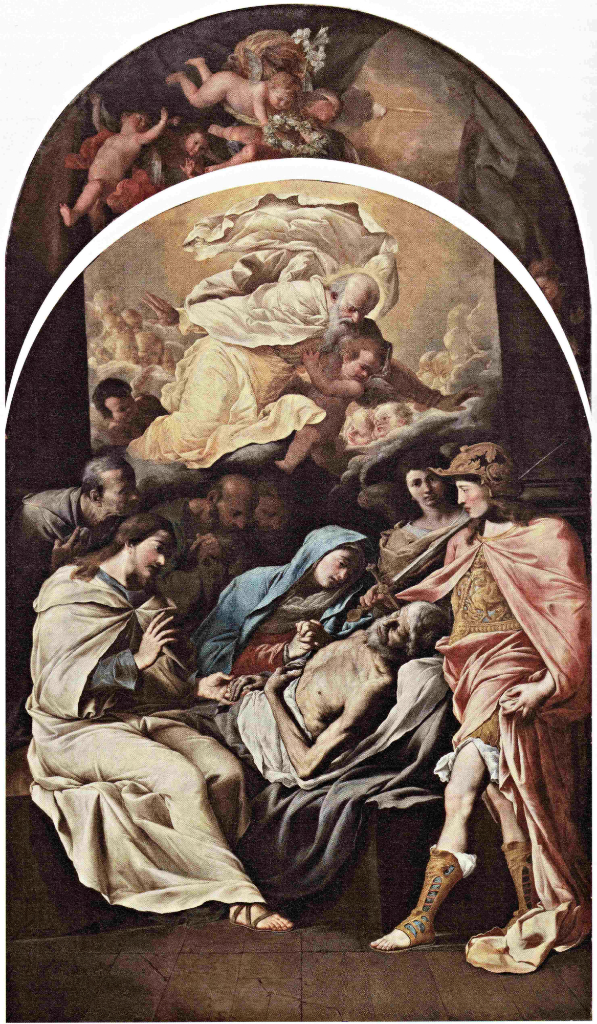
La Mort de saint Joseph de Francesco Fracanzano

## Source de la traduction
- (it) Cet article est partiellement ou en totalité issu de l’article de Wikipédia en italien intitulé « Chiesa della Santissima Trinità dei Pellegrini (Napoli) » (voir la liste des auteurs).